# Assassin's Creed 1: Desmond
Assassin's Creed 1: Desmond es el primer tomo de la serie de Cómics Franceses de Assassin's Creed, publicado originalmente en Francia el 11 de diciembre de 2009, junto a la salida de Assassin's Creed II.
El cómic gira alrededor de una historia paralela de la vida de Desmond Miles en los eventos de Assassin's Creed. El cómic rompe brutalmente con lo planteado en el juego original, por lo que se le considera una historia no-canónica - con la excepción de la historia de Aquilus.

## Argumento
La historia arranca en el hospital psiquiátrico Saint Erembert, donde los supervisores llevan a los pacientes de vuelta al centro al llegar el anochecer. Sin embargo, un supervisor se da cuenta de que falta un paciente. Al poco tiempo, se encuentra a su compañero muerto. El supervisor entra en pánico y empieza a gritar para pedir socorro, pero es asaltado por el asesino, el cual se llama a sí mismo como "Sujeto 16". Este Sujeto 16 procedió a escalar un muro para luego realizar un Salto de fe.
En un pasado muy lejano, un Asesino viajaba hacia un campamento romano, presentándose a sí mismo como "Aquilus, hijo de Lucius". Aquilus entabló una discusión con el general del campamento, Gracchus, el cual ordenó a sus hombres tenderle una emboscada al Asesino. Gracchus, al terminar de hablar con Aquilus, apuñalo a este en el hombro. Debido a la pérdida excesiva de sangre, Aquilus callo desmayado al suelo. 
En el presente, en los laboratorios de Abstergo, Desmond Miles emerge de las memorias de Aquilus -exploradas gracias a la máquina "Animus" - mientras Warren Vidic y varios ejecutivos de Abstergo lo monitorizan. Los ejecutivos, al ver el fracaso de Aquilus, deciden deshacerse de Desmond, pero Lucy Stillman, otra presente en la sala, insiste en que Desmond tiene otros antepasados que podrían ser explorados para encontrar el fruto del edén, a lo que los ejecutivos acceden a regañadientes.
Mientras Desmond descansa, los ejecutivos se reúnen en una sala de conferencias para hablar de lo ocurrido con Desmond y con un sujeto de pruebas anterior, el Sujeto 16, que debido a la sobreexposición al Animus, enloqueció, causando que noqueara a los encargados de la sesión y grabara símbolos aparentemente inteligibles en el suelo a partir de su propia sangre. El Sujeto 16 fue finalmente reducido por guardas de seguridad, los cuales lo sedaron y metieron en su habitáculo, con cintas para evitar que se escapara. Pese a estas medidas, fue encontrado tirado en el suelo desnudo y cubierto de sangre, con las mismas pintadas por las paredes, lo que causó que fuese enviado a un centro psiquiátrico.
Desmond despierta un tiempo después debido a un suero que Lucy inyecta a Desmond en el brazo. Desmond, que no recuerda nada de su secuestro, le pregunta a Lucy que esta pasando, a lo que Lucy le responde que se tranquilice. Después de una breve introducción, Lucy aconseja a Desmond que durmiera. Desmond entonces sueña sobre como Abstergo le capturo. Se ve a sí mismo en un bar llamado "L'Horizon" (El Horizonte en francés), donde Desmond trabaja, mientras habla y liga con Lucy. Después de unas horas, Lucy lleva a Desmond a su apartamento para beber alcohol, sin embargo, Lucy droga a Desmond con la bebida que le ofreció, dejándole inconsciente.
Después de que Desmond se despertara, exige que Lucy le de respuestas, pero Vidic entra en escena, sedando a Desmond para volver a conectarlo en el Animus, esta vez para revivir las memorias de su antepasado Altaïr Ibn-La'Ahad en las cuales asesina a Tamir en Damasco, tiene una charla amistosa con Malik Al-Sayf y se enfrenta a su mentor Al Mualim. Vidic escanea un mapa mostrado por el fruto que muestra la ubicación de otros fragmentos del edén (el mismo mostrado al final de Assassin's Creed). Al terminar la sesión, los ejecutivos de Abstergo ven innecesaria la ayuda de Desmond, pero Lucy les convence para no deshacerse de él por si había alguna sorpresa al intentar encontrar los fragmentos del edén. Lucy y Warren se marchan de la sala discutiendo, mientras Desmond al despertarse descubre los mensajes dejados por 16 en la pared de su habitáculo.
Lucy entra en la habitación de Desmond. Desmond, en pánico, le pregunta que significan los símbolos que hay en la pared, pero Lucy responde que no hay nada escrito. Lucy se lleva a Desmond fuera para escapar de los laboratorios, para llegar a un almacén en los muelles de la ciudad. Lucy le explica a Desmond la historia de los Asesinos, y que el era un ascendiente de un linaje espectacular de Asesinos brillantes. Desmond es llevado con Tom, un Asesino que trabaja en un Animus independiente a los de Abstergo. Lucy le ruega a Desmond que coopere con los Asesinos en pos de derrotar a los Templarios. Pero, el Sujeto 16, cuyo nombre es rebelado como el de Michael, tiene una discusión con Lucy, la cual acaba con Michael noqueando a Tom y amenazando a Desmond con una hoja oculta. Lucy para a Michael, el cual abofetea a esta, lo cual causa que Lucy noquee a Michael de una patada. Desmond accede a ayudar a los Asesinos, y es puesto en el Animus, donde revive las memorias de otro antepasado suyo, Ezio Auditore da Firenze, durante el Renacimiento Italiano.